# Lokale Fernsehsender ohne Konzession in der Schweiz
Lokale Fernsehsender ohne Konzession sind private, regional tätige TV-Angebote in der Schweiz, die ohne eine offizielle Fernsehkonzession betrieben werden. Sie verbreiten ihre Inhalte hauptsächlich über das Internet (Web-TV), teilweise aber auch über Kabelnetze oder IPTV-Plattformen. Sie unterscheiden sich von den regionalen und lokalen Fernsehsendern mit Konzession.

## Hintergrund
Das schweizerische Bundesgesetz über Radio und Fernsehen (RTVG) sieht eine Konzessionspflicht für Fernsehveranstalter vor, wenn sie Leistungen der Grundversorgung anbieten oder Anspruch auf Übertragungserleichterungen (zum Beispiel eine garantierte Einspeisung im Kabelnetz) erheben. Lokale Fernsehsender, die auf diese Rechte verzichten, benötigen lediglich eine Registrierung beim Bundesamt für Kommunikation (BAKOM) und sind konzessionsfrei tätig.
Diese Liberalisierung des Marktzugangs mit Inkrafttreten des neuen RTVG am 1. April 2007 führte zur Gründung zahlreicher kleinerer Fernsehstationen. Voraussetzung für den konzessionsfreien Betrieb ist allerdings, dass das Angebot publizistisch relevant ist – es darf sich also nicht ausschliesslich um redaktionell unbearbeitete Inhalte handeln (z. B. Wetterbilder, Zeitangaben, Notrufnummern), und es muss von mehr als 1'000 Geräten empfangbar sein.

## Finanzierung und Organisation
Diese Sender finanzieren sich in der Regel durch Werbung und Sponsoring auf lokaler Ebene, Mitgliedsbeiträge von Vereinen und Trägerschaften oder durch Eigenmittel und ehrenamtliches Engagement. Gelegentlich finanzieren sie sich durch Kooperationen mit Gemeinden oder regionalen Partnern.
Die Sender richten sich an ein lokales oder thematisch spezialisiertes Publikum. Sie sind in verschiedenen Rechtsformen organisiert: als Vereine, Genossenschaften oder kleine privatwirtschaftliche Betriebe.

## Bedeutung im medialen Ökosystem
Konzessionsfreie Fernsehsender erfüllen trotz ihrer begrenzten Mittel eine wichtige Funktion: Sie fördern die Meinungsvielfalt, stärken die lokale Identität und ermöglichen partizipative Kommunikation auf Gemeinde- und Regionsebene. In strukturschwachen Regionen übernehmen sie teilweise Aufgaben, die von den grossen nationalen Sendern nicht mehr abgedeckt werden.

## Begriffsverwirrung und Herausforderungen bei der Einordnung nichtkonzessionierter Fernsehsender
Die rechtliche Unterscheidung zwischen konzessionierten und nichtkonzessionierten Fernsehsendern in der Schweiz ist seit der Revision des Bundesgesetzes über Radio und Fernsehen (RTVG) im Jahr 2007 komplex und in der öffentlichen Darstellung häufig missverständlich. Die Herausforderung liegt insbesondere in der unscharfen Begriffsverwendung durch verschiedene Quellen.
Während das RTVG eine Konzession nur noch für Veranstalter vorsieht, die Leistungen der Grundversorgung erbringen oder technische Übertragungserleichterungen beanspruchen (z. B. garantierte Einspeisung in Kabelnetze), genügt für viele lokale oder thematische Anbieter eine Meldung beim Bundesamt für Kommunikation (BAKOM). Diese Sender gelten rechtlich als „gemeldet“, nicht als konzessioniert.
In der öffentlichen Kommunikation – etwa auf Websites, in Presseartikeln oder sogar in Wikipedia-Einträgen – wird jedoch häufig jede Form der BAKOM-Registrierung irreführend als „Konzession“ bezeichnet, obwohl sie faktisch keine ist. Dies führt dazu, dass manche Sender gleichzeitig als „mit Konzession“ und als „konzessionsfrei“ beschrieben werden, je nach Quelle.
Die offizielle Unterscheidung durch das BAKOM und wissenschaftliche Studien wie der MEMORIAV-Bericht (IPMZ Zürich) hingegen klassifizieren die Anbieter sauber nach Rechtslage:
- Konzessioniert: Sender mit Leistungsauftrag oder Übertragungsprivilegien (z. B. SRF, TeleZüri, TVO, 3+)
- Gemeldet (nicht konzessioniert): Sender ohne Konzession, aber registriert beim BAKOM (z. B. LOLY, Televista, Tele D, ALF-TV)[4]

Diese Unklarheit erschwert nicht nur die Recherche und Kategorisierung für wissenschaftliche und journalistische Zwecke, sondern auch die Einordnung in öffentlichen Datenbanken oder bei der Erstellung von Wikipedia-Artikeln. Sie zeigt zugleich, wie notwendig eine präzise Quellenarbeit und eine klare Differenzierung nach rechtlicher Definition sind, um die Schweizer Fernsehlandschaft korrekt darzustellen.

## Lokale Fernsehsender ohne Konzession
| Name des Senders                        | Region / Sitz            | Programmschwerpunkt                                                                           | Gründung                       | Empfang / Verbreitung                                                           | Website        | Status      |
| --------------------------------------- | ------------------------ | --------------------------------------------------------------------------------------------- | ------------------------------ | ------------------------------------------------------------------------------- | -------------- | ----------- |
| ALF-TV Arolfinger Fernsehen             | Aarau – Olten – Zofingen | Kultur, Talk, Musik, lokale Berichte                                                          | 1997                           | Kabel (Quickline, Swisscom, Sunrise)                                            | alf-tv.ch      | Aktiv       |
| auftanken.tv                            | Zürich – Nordwestschweiz | Bildungs- und Kultursender mit Unterhaltungsprogramm                                          | 2017                           | Kabel (Swisscom, Sunrise etc.), Online                                          | auftanken.tv   | Aktiv       |
| Aumatt-TV                               | Nordwestschweiz          | Fokus auf lokale Veranstaltungen, Politik und Vereinsleben.                                   | 1995                           | Kabel in Basel-Land und angrenzende Regionen, Netzwerke der damaligen Cablecom. | -              | Eingestellt |
| Bodensee TV                             | Steckborn (TG)           | Regionale Berichterstattung, Eventberichte und Interviews                                     | 1993                           | Digitale Kanäle                                                                 | bodenseetv.ch/ | Aktiv       |
| Canal 29                                | Biel/Bienne (BE)         | Zweisprachig (Deutsch/Französisch), lokalpolitischen, kulturellen und sozialen Themen.        | 1997                           | Kabelnetz in Biel und Umgebung, Internetstreaming                               | canal29.ch     | Eingestellt |
| Intro-TV Zuchwil                        | Solothurn (SO)           | Lokale Ereignisse, kommunalpolitische Berichterstattung, Beiträge zu Jugend- und Vereinsleben | 1998                           | Regionales Kabelnetz, vereinzelt auch auf Veranstaltungen ausgestrahlt          | -              | Eingestellt |
| LOLY – Lokalfernsehen Lyss und Umgebung | Lyss und Umgebung (BE)   | Kulturelle, gesellschaftliche, politische und wirtschaftliche Ereignisse                      | 1993                           | SwisscomTV                                                                      | loly.ch/       | Aktiv       |
| Tele D                                  | Diessenhofen (TG)        | Talk, Sport, Politik, Regionales                                                              | Nicht öffentlich dokumentiert. | Kabelnetze in TG, SH, SG                                                        | tele-d.ch      | Aktiv       |
| Televista                               | Wallisellen (ZH)         | Ortsbezogener, ausgewogener und wahrheitsgetreuer Inhalt                                      | 1993                           | Kabelnetze, Swisscom TV etc.                                                    | televista.ch/  | Aktiv       |
| Tele Zentralschweiz                     | Reiden (LU)              | Berichte aus der Zentralschweiz, Kultur, Gesellschaft                                         | 1995                           | Swisscom TV, Kabelnetze in LU                                                   | telenapf.ch    | Aktiv       |
| Ticino Web TV                           | Tessin                   | Lokale News, Events und Lifestyle-Berichte aus dem Tessin                                     | Nicht öffentlich dokumentiert. | Online                                                                          | ticinowebtv.ch | Aktiv       |
| Vaterland TV                            | Liechtenstein            | Beiträge zu politischen, kulturellen und gesellschaftlichen Themen in Liechtenstein           | Nicht öffentlich dokumentiert. | Online                                                                          | vaterland.li   | Aktiv       |

## Bedeutung
Nichtkonzessionierte Fernsehsender leisten einen wichtigen Beitrag zur lokalen und regionalen Medienvielfalt. Sie bieten eine Plattform für Inhalte, die im nationalen Medienangebot oft keinen Platz finden, und fördern so regionale Identität, Partizipation und kulturelle Diversität. Diese Sender berichten über kommunale Themen, kulturelle Veranstaltungen, lokale Politik oder Vereinsleben – Bereiche, die von grossen Medienhäusern selten abgedeckt werden.
Einige Sender haben sich thematisch spezialisiert – etwa auf Sport, Bildung, lokale Geschichte oder religiöse Inhalte – und richten sich damit gezielt an spezifische Bevölkerungsgruppen oder sprachliche Minderheiten.

## Regulatorische Rahmenbedingungen
Auch wenn für konzessionsfreie Sender keine Bewilligungspflicht besteht, sind sie dennoch zur Meldung beim BAKOM verpflichtet (sofern sie publizistisch relevante Programme verbreiten). Darüber hinaus müssen sie allgemeine gesetzliche Vorgaben wie:
- Wettbewerbsrecht
- Datenschutzrecht (z. B. DSG)
- Werberecht (z. B. Lauterkeitsgebot)
- Urheberrecht

einhalten. Die Einhaltung dieser Vorschriften unterliegt der aufsichtsrechtlichen Kontrolle durch das BAKOM.

## Herausforderungen
- Finanzierung: Ohne Zugang zu den Empfangsgebühren des Service public (wie sie etwa SRG oder konzessionierte Anbieter erhalten), sind nichtkonzessionierte Sender auf Werbung, Sponsoring, Vereinsmittel oder Eigenleistungen angewiesen. Die wirtschaftliche Basis ist oft instabil, besonders bei kleinen, ehrenamtlich betriebenen Projekten.[7]
- Sichtbarkeit: Da keine gesetzlich garantierte Kabelverbreitung besteht, sind viele Sender auf eigene Webseiten, Streamingangebote oder Social-Media-Plattformen angewiesen. Die Auffindbarkeit und Reichweite ist daher stark von digitalen Kanälen und Marketingstrategien abhängig.[8]
- Professionalisierung: Viele Projekte werden von kleinen Teams oder Einzelpersonen getragen und basieren auf ehrenamtlicher oder semi-professioneller Arbeit. Das führt zwar zu grosser Nähe zum Publikum, erschwert aber oft die Sicherstellung einer kontinuierlichen, hochwertigen Produktion.[9]
- Langzeitarchivierung: Ein weiterer Aspekt betrifft die Dokumentation und Archivierung dieser Sender. Wie MEMORIAV aufzeigt, sind viele historische Aufnahmen und Sendekonzepte bereits verloren gegangen oder schwer zugänglich. Die Sicherung lokaler Mediengeschichte ist somit gefährdet.[10]